# مملكة ردي
مملكة ردّي أو مملكة كوندافيدو ردّي (1325–1448) هي مملكة تأسست في جنوب الهند على يد برولايا فيما ردي. حكمت سلالة ردي تلك المنطقة، وهي تشغل اليوم ولاية أندرا برديش الساحلية والوسطى. كان برولايا فيما ردّي عضوًا في الاتحاد الذي بدأ الحركة المعارضة للجيوش التركية التي غزت سلطنة دلهي عام 1323، ونجح فيما بعد بطردهم من ورنجل.
لم تظهر طوائف أندرا الحديثة حتى المراحل الأخيرة من عمر إمبراطورية فيجاياناغارا.

## أصول
أدى سقوط إمبراطورية كاكاتيا عام 1323، بعدما خضعت للحصار على يد السلالة التغلقية، إلى فجوة سياسية في أندار. فشل الفاتحون الإسلاميون في الحفاظ على المنطقة تحت سيطرتهم الفعلية، وأدت الاقتتالات المستمرة فيما بينهم –بالإضافة إلى القدرات العسكرية لمحاربي الدولة التغلقية– إلى خسارة كامل المنطقة بحلول عام 1347.
أدى ذلك إلى بروز الموسونوري (وهم ملوك محاربون، كانت أندرا الساحلية مركزهم في البداية) وريتشاريلا (سلالة انتزعت السلطة من الموسونوريين) في منطقة تيلانغانا، وشهد الحزام الساحلي بروز سلالة محاربة ثالثة، وهي الرديين من عشيرة بانتا.
تأسست سلالة ردّي في نحو العام 1325 على يد برولايا فيما ردي (يُعرف أيضًا باسم كوماتي فيما)، توسعت أراضي برولايا على طول الساحل حتى نلور في الجنوب وسريسيلام في الغرب. خلفه أنفوتا ردي الذي وحّد المملكة على نطاق واسع وأسس عاصمتها في كوندافيدو في مقاطعة غنتور.
بحلول عام 1395، تأسست مملكة ردي الثانية على يد أحد أفرع السلالة ذاتها، وكانت عاصمتها في راجاموندري، في مقاطعة غودافاري الشرقية.
لم تذكر المصادر من عصر كاكاتيا أي سلالة من سلالات الردي، ولا يمكن تتبع أصول تلك السلالة بدقة. لكن النقوش وسلاسل النسب تشير إلى أن سلالة ردي نشأت من «الوسط العسكري» في أواخر عصر كاكاتيا، واستمرت إلى جانب ثقافة المحاربين التغلقيين المحلية.

## اتساع الحكم
حكم ملوك الردي أندرا الساحلية والوسطى لأكثر من 100 عام، منذ سنة 1325 وحتى سنة 1448. في أقصى اتساع لها، امتدت مملكة ردّي من كوتاك في الشمال إلى كانتشي جنوبًا وسريسلام غربًا. كانت عاصمة المملكة الأولى هي أدانكي. لاحقًا، انتقلت العاصمة إلى كوندافيدو وتأسس فرع آخر من سلالة ردّي في راجاموندري. اشتُهر الردّي بتحصيناتهم. يشهد الحصنان الرئيسان أعلى تلتين –أحدهما في كوندابالي، ويبعد نحو 20 كلم شمال غرب فيجاياوادا، وحصن آخر في كوندافيدو نحو 30 كلم غرب غنتور– على مهارة بناء الحصون والقلاع لدى ملوك ردي. كانت حصون بلامكوندا وفينوكوندا وناغارجوناكوندا في بالنادو جزءًا من مملكة ردي. ظلت السلالة حاكمةً حتى منتصف القرن الخامس عشر. في عام 1424، ضُمت كونافيدو إلى إمبراطورية فيجاياناغارا، ووقعت راجاموندري بيد مملكة غاجاباتي بعد نحو 25 عام. فقدت مملكة كاجاباتي سيطرتها على أندرا الساحلية عقب هزيمة غاجاباتي براتابودرا ديفا على يد كريشنا ديفا رايا (كريشنادفاريا) إمبراطور فيجاياناغارا. وهكذا، خضعت أراضي مملكة ردي لسيطرة إمبراطورية فيجاياناغارا.

## الديانة
لعب حكام ردي دورًا بارزًا في تيلانغانا بعد انتهاء سلالة كاكاتيا. انتهت إمبراطورية كاكاتيا في العام 1323 بعدما تعرضت ورنجل لغزو من جيش سلطنة دلهي، فاحتجز الأخير حاكم كاكاتيا واسمه براتابا رودرا. وقعت ورنجل بيد الغزاة، وأصبحت ورنجل وتيلانغانا خاضعتين لسلطة أولغ خان. خلال فترة الغزو الأجنبي والفوضى في تيلوغا، حصد الأميران أنايا مانتري وكولاني رودراديفا بذور التمرد. وحّد هذان الأميران نبلاء تيلوغا بهدف استعادة المملكة.